# The Glove
The Glove est un duo britannique éphémère fondé en 1983 par Steven Severin, bassiste de Siouxsie and the Banshees  et Robert Smith, chanteur-guitariste de the Cure et aussi guitariste de Siouxsie and the Banshees à ce moment-là. Ils publient un seul album Blue Sunshine, un disque de rock psychédélique avec des parties de cordes et des claviers électroniques.

## Biographie
Steven Severin et Robert Smith font connaissance lors d'un concert de Throbbing Gristle à Londres le 3 août 1979. Les deux hommes sympathisent immédiatement et Steven Severin propose à Robert Smith que the Cure fasse la première partie de Siouxsie and the Banshees lors de leurs prochains concerts en Grande Bretagne. En plus d'assurer la première partie avec son groupe, Robert Smith intègre temporairement les Banshees en septembre et octobre 1979, comme guitariste pour remplacer au pied levé John McKay, démissionnaire, avant l'arrivée de John McGeoch. Robert Smith devient une deuxième fois leur guitariste, mais à part entière cette fois-ci, de novembre 1982 à mai 1984. Ces collaborations renforcent les liens d'amitié entre Robert Smith et Steven Severin.
Dès 1981, les deux musiciens avaient commencé à parler de la création d'un nouveau projet musical. Celui-ci aboutira en 1983 avec la formation de the Glove, tandis que, de leur côté, Siouxsie et le batteur Budgie sortent le premier album de leur projet parallèle the Creatures. Le nom de the Glove est une référence à un personnage du dessin animé Yellow Submarine.
Le duo se lance dans l'enregistrement de l'album Blue Sunshine sur lequel Robert Smith ne chante que sur deux titres. En effet, le manager de the Cure, Chris Parry, avait interdit par contrat que Smith chante sur un album autre que celui de son propre groupe. Un compromis est tout de même trouvé et Robert Smith reçoit l'autorisation d'interpréter deux titres, Mr Alphabet Says et Perfect Murder. Les autres chansons sont interprétées par Jeanette Landray, une danseuse de la troupe de l'émission télévisée musicale Top of the Pops,. Inexpérimentée comme chanteuse, sa détermination à vouloir participer au projet a fini par convaincre les deux compères,. La formation est complétée par Andy Anderson qui est alors batteur de the Cure, Martin McCarrick, un musicien qui collabore avec Marc Almond, et Ginny Hewes et Anne Stephenson aux cordes.
Blue Sunshine sort le 9 septembre 1983. Il se classe 35e dans les charts britanniques. 
Deux singles en sont extraits : Like An Animal, en août 1983, et Punish Me With Kisses en novembre 1983. Tous les deux entrent dans le classement des ventes au Royaume-Uni, respectivement 52e et 97e.
Après cet interlude, Robert Smith continue d'être un membre à part entière de Siouxsie and the Banshees, enregistrant avec eux le live Nocturne et l'album studio Hyæna. En mai 1984, il annonce par voie de presse qu'il cesse d'être leur guitariste pour se consacrer désormais à plein temps à the Cure. The Glove ne se reformera plus par la suite.
Le 14 août 2006, une réédition remastérisée Deluxe de Blue Sunshine sort chez Universal. Sur le deuxième CD bonus, on retrouve pour la première fois toutes les démos des chansons avec la voix de Robert Smith, agrémentées de titres inédits comme And All Around Us The Mermaids Sang.

## Discographie

### Blue Sunshine(original)
Tous les titres sont écrits par Robert Smith et Steven Severin qui assurent aussi la production avec Merlin Griffiths.
1. Like An Animal
2. Looking Glass Girl
3. Sex-Eye-Make-Up
4. Mr Alphabet Says
5. A Blues In Drag
6. Punish Me With Kisses
7. This Green City
8. Orgy
9. Perfect Murder
10. Relax
11. Mouth to Mouth
12. The Tighrope
13. Like An Animal (Club? What Club? Mix)

Les trois derniers morceaux ne figurent que sur l'édition CD. Il s'agit des faces B des singles et du remix de Like An Animal apparaissant sur le maxi.
Robert Smith chante sur les titres 4 et 9.
Les paroles obscures du titre Relax sont extraites sans autorisation d'un film japonais dont le contenu repris en boucle serait : "Naniganandemo Idzutsuya kara zeni o morawanakya, Hei" ce qui signifie : "Je dois obtenir de l'argent d'Izutsuya pour n'importe quoi, Oui!" 

### Blue Sunshine(Deluxe Edition - 2006)
Disc: 1 (original album plus bonus tracks)
1. Like An Animal
2. Looking Glass Girl
3. Sex-Eye-Make-Up
4. Mr. Alphabet Says
5. A Blues In Drag
6. Punish Me With Kisses
7. This Green City
8. Orgy
9. Perfect Murder
10. Relax
11. The Man From Nowhere
12. Mouth To Mouth
13. Punish Me With Kisses (Mike Hedges Mix)
14. The Tightrope
15. Like An Animal (Club? What Club? Mix)

Disc: 2 (Rarities 1983)
1. Like An Animal (Robert Smith Vocal Demo)
2. Looking Glass Girl (Robert Smith Vocal Demo)
3. Sex-Eye-Make-Up (Robert Smith Vocal Demo)
4. Mr. Alphabet Says (Robert Smith Vocal Demo)
5. A Blues In Drag (Robert Smith Vocal Demo)
6. Punish Me With Kisses (Robert Smith Vocal Demo)
7. This Green City (Robert Smith Vocal Demo)
8. Orgy (Robert Smith Vocal Demo)
9. Perfect Murder (Robert Smith Vocal Demo)
10. Relax (Robert Smith Vocal Demo)
11. The Man From Nowhere (Alt Instrumental Mix)
12. Mouth To Mouth (Robert Smith Vocal Demo)
13. Opened The Box (A Waltz) (Robert Smith Vocal Demo)
14. The Tightrope (Almost Time) (Robert Smith Vocal Demo)
15. And All Around Us The Mermaids Sang (aka Torment) (Robert Smith Vocal Demo)
16. Holiday 80 (Original Instrumental Mix)

### Singles
- Like An Animal / Mouth To Mouth / Like An Animal (Club? What Club? Mix) (45 tours et maxi 45 tours, août 1983)
- Punish Me With Kisses / The Tighrope (45 tours, novembre  1983)